# آرکادی سارگسیان
آرکادی گریگوری سارگسیان (ارمنی: Արկադի Գրիգորի Սարգսյան؛ زادهٔ ۱ ژوئیهٔ ۱۹۵۱) یک  سیاستمدار اهل ارمنستان است که از تاریخ ۱۹۹۰ تا تاریخ ۱۹۹۵ سمت نمایندگی دوره اول شورای عالی جمهوری ارمنستان را برعهده داشت.

## زندگی‌نامه
در	۱ ژوئیهٔ ۱۹۵۱ ‏در ارمنستان به دنیا آمد . 